# HMS Quail (G45)
Pour les autres navires du même nom, voir HMS Quail.
Le HMS Quail est un destroyer de classe Q en service dans la Royal Navy pendant la Seconde Guerre mondiale.
Construit pendant Seconde Guerre mondiale dans le cadre du programme d'urgence de guerre des destroyers, le Quail, nommé d'après la caille (quail en anglais), est mis sur cale le 30 septembre 1940 aux chantiers navals Hawthorn Leslie and Company de Hebburn, dans la Tyne. Il est lancé le 1er juin 1942 et mis en service le 7 janvier 1943, sous le commandement du lieutenant commander Robert Fergus Jenks.

## Historique
Après plusieurs essais en mer au sein de la Home Fleet à Scapa Flow, le Quail escorte de nombreux convois dans l'Atlantique et en Méditerranée. Appelé en renfort pour la campagne de Méditerranée, le destroyer participe à l'opération Husky où il sert d'escorte de la flotte britannique appuyant le débarquement des forces Alliés sur l'île. En août 1943, il bombarde le continent italien à partir du détroit de Messine puis sert de sentinelle des cuirassés et croiseurs britanniques bombardant la côte italienne entre Reggio de Calabre et Pessaro avant le débarquement allié en Italie. Le destroyer fourni un soutien aux tirs d'artillerie en tête de plage et effectue des patrouilles anti-sous-marines. En octobre, le Quail rejoint l'Adriatique et est basé à Bari afin de soutenir des opérations militaires et des convois d'escorte. Le 22 octobre, il intercepte et capture un navire marchand ennemi lors d'une patrouille.
Le 15 novembre, alors qu'il patrouillait dans l'Adriatique, le Quail heurte une mine posée par le sous-marin allemand U-453 le 25 octobre. Le commandant l'échoue volontairement en attendant le sauvetage qui s'effectuera en décembre, le navire étant remorqué jusqu'à Bari afin d'y subir des réparations temporaires. Il est réparé entre janvier et avril 1944 pour lui permettre de se rendre à Tarente pour des réparations permanentes. Entre-temps, il est décidé de l'envoyer à Malte. Le navire pris en remorque appareille du continent début mai avant qu'il ne chavire le 18 dans le golfe de Tarente.
Le 5 juin 2002, son épave est découverte et filmée par une équipe de plongeurs italiens dirigé par Claudia Serpieri (en). Elle repose à 90 mètres de profondeur.